# نیما حجتی
نیما حجتی عضو تیم ملی کانوپولو در مسابقات جام جهانی فرانسه ۲۰۱۴ بود. تیم ایران در این مسابقات به رده ۱۷ دست یافت.

## جستار های وابسته
تیم ملی کانوپولو مردان ایران